# Muldentalkreis
Der Muldentalkreis war ein Landkreis im Norden von Sachsen, der von 1994 bis zur Kreisreform in Sachsen am 1. August 2008 existierte. Nachbarkreise waren im Norden der Landkreis Delitzsch, im Nordosten und Osten der Landkreis Torgau-Oschatz, im Südosten der Landkreis Döbeln, im Süden der Landkreis Mittweida und im Westen der Landkreis Leipziger Land.

## Geographie
Der Kreis war nach seinem Hauptfluss, der Mulde, benannt. Die Mulde entsteht im Süden des Landkreises aus dem Zusammenfluss von Freiberger Mulde und Zwickauer Mulde und durchfließt den ehemaligen Kreis von Süden nach Norden.

## Geschichte
Der Landkreis entstand 1994 durch Zusammenlegung der Kreise Grimma und Wurzen. Einige Gemeinden um Bad Lausick, die anderen Kreisen angehört hatten, kamen auch zum Kreis. Zum 1. August 2008 wurde der Muldentalkreis mit dem bisherigen Landkreis Leipziger Land im neuen Landkreis Leipzig zusammengefasst.
Am 23. September 2008 erhielt die Region den von der Bundesregierung verliehenen Titel „Ort der Vielfalt“.

## Wappen
Die silbernen Linien im Wappen symbolisierten den Fluss Mulde und seine beiden Quellflüsse. Die grüne Farbe symbolisierte die Wälder und die drei Blumensymbole standen für die beiden Vorgängerkreise (Wurzen und Grimma) und die anderen Gemeinden, die zum Muldentalkreis fusionierten.

## Politik
Landrat des Muldentalkreises war Gerhard Gey (CDU). Beigeordneter war Klaus-Jürgen Linke (CDU).

### Kreistag
- PDS: 12
- Grüne: 2
- SPD: 8
- WV: 7
- FDP: 3
- CDU: 23
- NPD: 3

Die 58 Sitze des letzten Kreistages verteilten sich folgendermaßen auf die einzelnen Parteien:
| Partei | Sitze |
| CDU    | 23    |
| LINKE  | 12    |
| SPD    | 8     |
| WV     | 7     |
| FDP    | 3     |
| NPD    | 3     |
| GRÜNE  | 2     |

## Städte und Gemeinden
(Einwohnerzahlen vom 31. Dezember 2006)
| Städte 1. Bad Lausick (8.860) 2. Brandis (9.738) 3. Colditz (5.116) 4. Grimma (19.457) 5. Mutzschen (2.282) 6. Naunhof (8.658) 7. Nerchau (4.070) 8. Trebsen/Mulde (4.281) 9. Wurzen (17.620) Verwaltungsgemeinschaften - Verwaltungsgemeinschaft Bad Lausick mit den Mitgliedsgemeinden Bad Lausick und Otterwisch - Verwaltungsgemeinschaft Naunhof mit den Mitgliedsgemeinden Belgershain, Naunhof und Parthenstein | Gemeinden 1. Belgershain (3.521) 2. Bennewitz (5.246) 3. Borsdorf (8.382) 4. Falkenhain (3.877) 5. Großbothen (3.568) 6. Hohburg (2.985) 7. Machern (6.746) 8. Otterwisch (1.518) 9. Parthenstein [Sitz: Großsteinberg] (3.776) 10. Thallwitz (3.838) 11. Thümmlitzwalde [Sitz: Dürrweitzschen] (3.398) 12. Zschadraß [Sitz: Hausdorf] (3.360) |

## Kfz-Kennzeichen
Am 1. August 1994 wurde dem Landkreis das seit dem 1. Januar 1991 für den Landkreis Grimma gültige Unterscheidungszeichen GRM zugewiesen. Dieses wurde am 1. Januar 1995 vom neuen Unterscheidungszeichen MTL abgelöst, das bis zum 31. Juli 2008 ausgegeben wurde. In Zusammenhang mit der Kennzeichenliberalisierung sind beide seit dem 9. November 2012 im Landkreis Leipzig erhältlich.